# 胡安·苏慕隆
老胡安·马尔克斯·苏慕隆（英語：Juan Marquez Sumulong Sr.，1875年12月27日—1942年1月9日），是菲律宾的记者、律师、教育家、政治家，1941年曾与曼努埃尔·奎松竞选总统，他还是菲律宾总统科拉松·阿基诺的外公、贝尼格诺·阿基诺三世的外祖父。